# Nuclear Blast
Nuclear Blast Records er et uafhængig pladeselskab som blev grundlagt i 1987 af Markus Staiger i Tyskland. Originalt udgav pladeselskabet hardcore punkalbums men flyttede så fokus til melodisk dødsmetal, grindcore, power metal og black metal-bands. Nuclear Blast er respekteret som top pladeselskabet indenfor melodisk dødsmetal sammen med partner-pladeselskabet Century Media Records. Nuclear Blasts hovedkvarteret ligger i Donzdorf, Göppingen.
De mest kendte bands er: Slayer, Exodus, Overkill, The Addicts, Wednesday 13, Opeth, Decapitated, Danzig, Cradle of Filth, Havok, Edguy, Nightwish, Symphony X, Suffocation, Machine Head, Lost Society, Fear Factory, Rammstein og Sabaton.
 Der er for få eller ingen kildehenvisninger i denne artikel, hvilket er et problem. Du kan hjælpe ved at angive troværdige kilder til de påstande, som fremføres i artiklen.